# Zbiory Archiwalno-Muzealne Krakowskiego Kościoła Garnizonowego św. Agnieszki
Zbiory Archiwalno-Muzealne Krakowskiego Kościoła Garnizonowego św. Agnieszki – placówka muzealna zlokalizowana w Krakowie przy ul. Dietla 30. Zbiory zgromadzone są w czterech salkach (jedna z nich nosi nazwę Izby Kapelańskiej). Na zbiory muzealne składają się między innymi:
- żołnierskie modlitewniki
- kolekcja orzełków z żołnierskich czapek
- tablica zdjęta z Pomnika Nieznanego Żołnierza w Warszawie po przełomie 1989 r.
- czerwono-złota urna z prochami z Katynia
- portrety rektorów kościoła, dziekanów generalnych wojska polskiego i biskupów polowych